# Antigenerbsünde

Schematische Darstellung der Antigenerbsünde

Die Antigenerbsünde (englisch: original antigenic sin) bezeichnet ein Phänomen der antiviralen Immunantwort. Heute wird von vielen die Bezeichnung immunologische Prägung dem religiös konnotierten Begriff der „Erbsünde“ vorgezogen. Kommen Individuen, die zuvor schon einmal mit einer Virusvariante infiziert wurden, mit einer zweiten Variante dieses Virus in Kontakt, so besteht eine Tendenz des Immunsystems, Antikörper nur gegen solche Epitope zu bilden, mit der es zuerst in Kontakt gekommen ist. Dies kann unabhängig davon passieren, wenn die zweite Variante andere hoch immunogene Epitope trägt. Generell unterdrücken die Antikörper gegen die ersten Virusvariante die Reaktionen naiver B-Zellen, die eine Spezifität für die neuen Epitope haben.
Der Erstkontakt mit einem Virus hat infolgedessen einen prägenden Einfluss auf die Immunantwort gegen spätere Infektionen mit Varianten dieses Virus. Dieser ist bei Zweitinfektionen mit Virusvarianten und bei der Impfstoffentwicklung von Bedeutung. Die Antigenerbsünde führt zu einer Beschleunigung der Immunantwort auf Kosten der Breite und Anpassungsfähigkeit der Immunantwort.

## Eigenschaften
Bei einer Erstinfektion mit einem Krankheitserreger werden im Zuge der adaptiven Immunantwort sowohl von B-Zellen ausgeschüttete Antikörper als auch zytotoxische T-Zellen gebildet, die jeweils spezifisch an einen Teil des Erregers (Epitop) binden. Nach der Infektion verbleiben für beide Teile der adaptiven Immunantwort (B- und T-Zellen) Gedächtniszellen. Bei Antikörpern sind das B-Gedächtniszellen und bei zytotoxischen T-Zellen T-Gedächtniszellen. Bei einer erneuten Infektion mit einer Variante des Erregers werden vor allem Antikörper und zytotoxische T-Zellen gebildet, die auch an Teile des ursprünglichen Erregers des Erstkontakts kreuzreagieren. Epitope, die bei der neuen Variante neu aufgetreten sind und im ursprünglichen Erreger nicht vorkommen, erzeugen dagegen nur wenige T- und B-Zellen und daher eine schwächere Immunreaktion dagegen. Durch zufällige Mutation (Antigendrift) entstehen ständig Varianten des Erregers, von denen die funktionierendsten Varianten sich weiter ausbreiten. Die besser funktionierenden Varianten umfassen Mutationen, die eine Erhöhung der Replikationsrate und Infektivität (Mutationen zur Erhöhung der Fitness) oder solche, die zu einer Immunevasion führen (Fluchtmutationen). Wenn die Mutation in einem Epitop auftritt, führt sie oftmals zu einer schlechteren Erkennung durch präexistierende Teile des adaptiven Immunsystems, weshalb diese Form der Mutation als Fluchtmutation bezeichnet wird. Die Affinität der Antikörper gegen neue Teile der Variante ist vergleichsweise niedriger als gegen dieselben Teile im Erreger der Erstinfektion.
Bei der Antigenerbsünde werden im Verlauf der erneuten Infektion vor allem solche Antikörper gebildet, die auch an die Epitope des ursprünglichen Erregers binden. Ebenso tritt dieser Effekt auch bei wiederholten Impfungen mit leicht veränderten Impfstoffen auf, wodurch die Impfstoffwirksamkeit gegen neue Varianten schwächer ausfallen kann. Dadurch bleibt einerseits die Affinität der Antikörper gegen diese Epitope erhalten, aber durch Fluchtmutationen werden weniger affine Antikörper und weniger neu gereifte Antikörper gegen die veränderten Epitope gebildet. Da Gedächtniszellen ein paar Tage schneller reaktiviert werden können, als naive B-Zellen eine adaptive Immunantwort gegen ein neues Epitop durchlaufen und vervielfältigt werden, führt die Antigenerbsünde zu einer Beschleunigung der Immunantwort auf Kosten der Breite und Anpassungsfähigkeit der Immunantwort. Daneben wurde auch von einer Erhöhung der Avidität der Antikörper nach Impfung bei Kontakt mit dem Erreger berichtet. Während die Antigenerbsünde von verschiedenen Arbeitsgruppen beobachtet und beschrieben wurde, gibt es auch widersprechende Berichte hinsichtlich der Breite und Affinität von Antikörpern bei einer Impfung mit einem auf der Variante basierenden Influenzaimpfstoff. Wenn die präexistierenden kreuzreaktiven Antikörper ein Epitop erkennen, das mit hohem Impfschutz korreliert, ist der Effekt der Antigenerbsünde bei erneutem Kontakt hilfreich, aber wenn die kreuzreaktiven Antikörper ein Epitop mit geringer Schutzwirkung erkennen, verhindert die Antigenerbsünde eine Ausbildung von Antikörpern gegen neue Epitope mit hoher Schutzwirkung. Die Antigenerbsünde wurde unter anderem bei Infektionen und Impfungen mit dem Influenzavirus, dem Denguevirus und dem SARS-CoV-2 beschrieben.

## Geschichte
Die Bezeichnung „Antigenerbsünde“ wurde 1960 von Thomas Francis junior in Anlehnung an die Erbsünde geprägt, basierend auf Beobachtungen von Infektionen mit dem Influenzavirus, die er und Kollegen seit 1947 veröffentlicht hatten. Seit der Veröffentlichung wird das Phänomen kontrovers diskutiert. Da bei späteren Infektionen mit Virusvarianten negative und positive Effekte auftreten, wurden die alternativen Bezeichnungen „Antigen Seniority“ (‚Antigen-Seniorität‘) und „Antigen Imprinting“ (‚Antigen-Prägung‘) als präziser vorgeschlagen. Bereits in Francis’ Studie von 1947 wurden in der Summe gemischte Effekte der bevorzugten Bildung von Antikörpern gegen die erste Virusvariante bei der Immunität gegen Infektionen mit einer weiteren Variante festgestellt.